# مورچه‌مرغ توسی‌رنگ
مورچه‌مرغ توسی‌رنگ (نام علمی: Myrmelastes schistaceus) گونه‌ای از پرندگان تیرهٔ مورچه‌مرغان (Thamnophilidae) است که در برزیل، کلمبیا، اکوادور و پرو یافت می‌شود. زیستگاه طبیعی آن جنگل‌های جلگه‌ای نمناک نیمه‌گرمسیری یا گرمسیری است.